# ASPLinux
ASPLinux (Application Service Provider Linux) fue una distribución rusa del sistema operativo Linux desarrollada por una compañía del mismo nombre. Basada en el sistema de paquetes RPM, esta distribución fue compatible con Fedora. Soportaba el idioma ruso y la mayoría de la codificación de caracteres cirílicos: KOI8-R, KOI8-U, CP1251, ISO 8859-5, UTF-8. Fue una distribución utilizada en la Comunidad de Estados Independientes (compuesta por algunos países de la ex Unión Soviética).

## Base
La versión 9 de ASPLinux y anteriores estaban basadas en la distribución Red Hat Linux. Todas las versiones siguientes se basan en la distribución Fedora. Usualmente la base de una nueva versión de ASPLinux es la penúltima versión de Fedora, ya que la diferencia entre versiones de esta son algunos meses, una nueva versión de ASPLinux incluye una gran cantidad de actualizaciones que acumulan más de 1 gigabyte. La diferencia principal es que ASPLinux es que posee un soporte completo de multimedia, ya que Fedora por restricciones legales de los Estados Unidos no puede incluir algunos formatos muy utilizados.
Desde la versión 12 el equipo de desarrollo de ASPLinux dejó de utilizar su propio instalador y se migró a Anaconda, y también dejó de incluir varios juegos de caracteres cirílicos, dejando sólo el UTF-8
Además de la versión de escritorio de ASPLinux, existe una versión para servidores denominada ASPLinux Server, basada en la última versión de Red Hat Enterprise Linux.

## Variantes de ASPLinux
Para las versiones de escritorios existen 4 variantes:
- Standard: 2 discos de instalación.
- Deluxe: 9 a 11 discos que incluyen StarOffice y otros dos discos con las fuentes.
- Express': 3 discos con la base del sistema.
- Greenhorn: LiveCD de la distribución.

Las versiones de ASPLinux para servidores son:
- ASPLinux 7.3 Server (19 de marzo de 2003)
- ASPLinux Server II (9.1) (24 de agosto de 2004)
- ASPLinux Server IV (10.1) (26 de julio de 2005)

## Características
La distribución es totalmente compatible con el sistema de paquetes RPM de Red Hat y Fedora. Además, los componentes propios de ASPLinux son:
- Un gestor de arranque propio (ASPLoader), muy similar a Lilo. Sin embargo desde la versión 12 utiliza GRUB.
- Programa de instalación, que incluye un sistema de partición de disco llamado ASPDiskManager, siendo ASPLinux una de las primeras distribuciones que pueden redimensionar una partición NTFS.
- No posee restricciones sobre el uso de Multimedia

## ASPLinux 12 (Carbon)
Liberada el 26 de noviembre de 2007, utiliza como distribución base a Fedora 7  (liberada el 31 de mayo de 2007) y las actualizaciones del núcleo Linux 2.6.22. El servidor X Window es Xorg 1.3 y los escritorios son GNOME 2.18 y KDE 3.5.7. La suite ofimática es OpenOffice.org 2.3 y el navegador por defecto Mozilla Firefox 2. El soporte multimedia incluye códecs de Windows Media 9, AMR y otros códecs de WIN32. Los controladores gráficos soportan arquitecturas como Intel 965, 975, P35, Nvidia y ATI. Posee soporte de puertos IEEE 1394 (Firewire). Pueden además definirse y personalizarse un RAID de discos IDE y SATA.

## Historia

### Versiones
Desde 2001 han sido lanzadas las siguientes versiones:
- ASPLinux 7.0 (22 de marzo de 2001)
- ASPLinux 7.1 Mria (16 de abril de 2001)
- ASPLinux 7.2 Baikal (5 de diciembre de 2001)
- ASPLinux 7.3 Vostok (15 de agosto de 2002)
- ASPLinux 9 Ural (12 de mayo de 2003)
- ASPLinux 9.2 Siberia (25 de febrero de 2004)
- ASPLinux v10 Karelia (23 de diciembre de 2004)
- ASPLinux 11 Seliger (6 de marzo de 2006)
- ASPLinux 11.2 Ladoga (9 de noviembre de 2006)
- ASPLinux 12 Carbon (26 de noviembre de 2007)

### Black Cat Linux Team
Black Cat Linux Team, desarrolladores de Black Cat Linux, que era muy utilizada en los territorios de la ex-URSS, comandan ASPLinux desde que ASPLinux y Black Cat Linux Team se unieron.